# Região Geográfica Imediata de Santa Rosa
A Região Geográfica Imediata de Santa Rosa é uma das 43 regiões imediatas do estado brasileiro do Rio Grande do Sul, uma das 7 regiões imediatas que compõem a Região Geográfica Intermediária de Ijuí e uma das 509 regiões imediatas no Brasil, criadas pelo IBGE em 2017. É composta de 12 municípios, a saber:  Alecrim, Cândido Godói, Campina das Missões, Novo Machado, Porto Lucena, Porto Mauá, Porto Vera Cruz, Santa Rosa, Santo Cristo, Senador Salgado Filho, Tucunduva e Tuparendi.